# Avenue de la Porte-de-Champerret
L'avenue de la Porte-de-Champerret est une voie du 17e arrondissement de Paris, située entre la place de la Porte-de-Champerret et la limite de Levallois-Perret.

## Situation et accès
L'avenue relie la place de la Porte-de-Champerret au Boulevard Bineau, à Levallois-Perret.

## Origine du nom
Elle porte ce nom car elle est située en partie sur l'emplacement de l'ancienne porte de Champerret de l'enceinte de Thiers à laquelle elle mène.

## Historique
La voie a été créée en 1931 sur la partie du boulevard Bineau qui se trouvait sur la commune de Levallois-Perret et qui a été annexée par la ville de Paris en 1930.

## Bâtiments remarquables et lieux de mémoire
- Le campus HEC Paris Champerret se trouve sur l'avenue.
- No 8 : anciennement campus de Novancia.